# طوني ريغلي
طوني ريغلي (بالإنجليزية: Tony Wrigley)‏ هو إحصائي ومؤرخ وأستاذ جامعي بريطاني، ولد في 17 أغسطس 1931 في مانشستر في المملكة المتحدة.